# Ausstellung der Photographischen Gesellschaft 1904

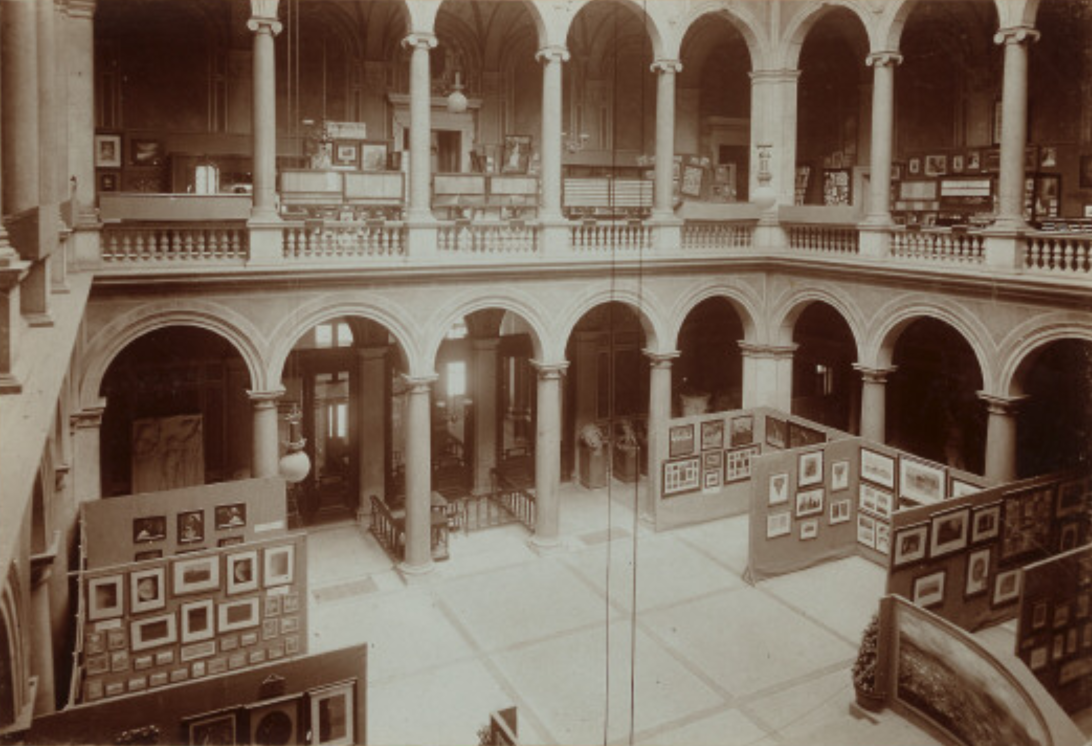
Einblick in die Ausstellung der Photographischen Gesellschaft 1904 im Österreichischen Museum für Kunst und Industrie

Die Ausstellung der Photographischen Gesellschaft fand von 14. Juli bis 15. Oktober 1904 im Österreichischen Museum in Wien statt und wurde von der Photographischen Gesellschaft ausgerichtet.
Obwohl bereits vorherige Ausstellungen mit bemerkenswerten Exponaten und Ausstellern von hohem Format glänzten, gelang es der Gesellschaft mit dieser Exposition erstmals, das Interesse des Publikums in größerem Ausmaß zu wecken.

## Ausstellungsprofil
Diese Schau zeigte die Leistungen der Amateur- und der Berufsfotografie, die damals noch einer strikten Trennung unterlagen, der Reproduktionstechnik, der wissenschaftlichen Fotografie und die inzwischen einen beträchtlichen Industriezweig darstellenden Fabrikationen fotografischer Apparate, optische Instrumente, Chemikalien und Papiere.
Als besondere Sensation wurde die damals größte Fotografie der Welt präsentiert, ein 12 Meter breites halbkreisförmiges Panorama vom Golf von Neapel, von der „Neuen Photographischen Gesellschaft“ in Steglitz-Berlin nach einer Naturaufnahme hergestellt. Als weitere Aussteller beteiligten sich die größten österreichischen und deutschen Reproduktionsanstalten, die k.k. Graphische Lehr und Versuchsanstalt, die k. k. Hof- und Staatsdruckerei, die Kunstanstalt J. Löwy, Viktor Angerer, Blechinger & Leykauf und C. Angerer & Göschl.
Zahlreiche Mitglieder der jungen Wiener fotografischen Klubs, wie der Amateurphotographenclub, der Photo-Club und der Camera-Club, hatten hier ebenfalls große Auftritte mit ihren Exponaten.
Ärzte und Wissenschaftler zeigten im wissenschaftlichen Bereich unter anderem Röntgen-Bilder, Mikrofotografien und Aufnahmen im polarisierten Licht. Die k.k. Polizei-Direction in Wien führte eine Kollektion vor, die die Anwendung der Fotografie zu polizeilichen Zwecken demonstrierte.
Dies war die bisher erfolgreichste Ausstellung der Gesellschaft mit fast 34.000 Besuchern, die mit einer zunehmenden Popularität der Fotografie in dieser Zeit begründet ist.